# SpaceX CRS-16
SpaceX CRS-16 (также известный как SpX-16) — шестнадцатый полёт автоматического грузового корабля Dragon компании SpaceX в программе снабжения Международной космической станции по контракту Commercial Resupply Services (CRS) с NASA.
Повторный полёт корабля, который ранее использовался в рамках миссии SpaceX CRS-10.

## Запуск
Запуск состоялся 5 декабря 2018 года в 18:16 UTC. Многоразовая первая ступень ракеты-носителя Falcon 9 должна была совершить посадку на мысе Канаверал во Флориде, но опустилась в Атлантический океан недалеко от побережья.

## Сближение и стыковка
8 декабря 2018 года, находясь над Тихим океаном к северу от Папуа-Новой Гвинеи, командир экспедиции МКС-57 Александр Герст и бортинженер Серена Ауньон, осуществили захват грузовика механическим манипулятором Канадарм в 12:21 UTC. Затем, в 15:36 UTC под управлением с Земли грузовик был успешно пристыкован к модулю Гармония.

## Полезная нагрузка
Dragon доставит на МКС 2573 кг полезного груза.
В герметичном отсеке будет доставлено 1598 кг (с учётом упаковки), в том числе:
- Провизия и вещи для экипажа — 304 кг
- Материалы для научных исследований — 1037 кг
- Оборудование для выхода в открытый космос — 15 кг
- Оборудование и детали станции — 191 кг
- Компьютеры и комплектующие — 40 кг
- Российский груз — 11 кг

В негерметичном контейнере на МКС будет доставлен груз общей массой 975 кг:
- GEDI (Global Ecosystem Dynamics Investigation) — инструмент для наблюдения за лесами планеты с целью изучения процессов циркуляции углекислого газа и воды и их влияния на структуру среды обитания и разнообразие биологических видов; будет размещён снаружи МКС.
- Robotic Refueling Mission-3 (RRM3) — демонстрация технологии заправки и длительного сберегания криогенного топлива (жидкого метана) в условиях микрогравитации.